# Marinens Flyvebaatfabrikk M.F.11
Marinens Flyvebaatfabrikk M.F.11 (в различных источниках также Høver M.F.11, по имени конструктора, или Horten M.F.11, по местоположению завода) — норвежский гидросамолёт 1930-х годов. Основной самолёт  Воздушных Сил флота Норвегии предвоенного периода. Трофейные машины также ограниченно применялись в ВВС Финляндии и немецком Люфтваффе.

## История
По состоянию на конец 1920-х годов, в норвежский флот по-прежнему поставлялся поплавковый гидросамолёт Hansa-Brandenburg W.33, разработанный в кайзеровской Германии ещё во время Первой мировой войны и выпускавшийся по лицензии на заводе Marinens flyvebaatfabrikk в Хортене. С завершением его выпуска в 1929 году потребовалась новая машина. Поскольку было необходимо, чтобы самолёт помещался в имеющиеся ангары (то есть, имел максимальный размах крыла 15,4 м), выбор пал на бипланную схему.
В течение последующего года главный конструктор завода капитан Й. Э. Хёвер разработал проект, который, после сравнительных испытаний нескольких иностранных конструкций, 11 октября 1930 года был одобрен Министерством обороны, выдавшим заказ на серийное производство M.F.11. Конструкция была типична для того периода: силовой набор из стальных трубчатых профилей и деревянных шпангоутов, обтянутый полотном. Для связи между членами экипажа использовались переговорные трубы.
Первый полёт (борт F.300) состоялся 29 сентября 1931 года; на серийных самолётах стоял британский двигатель Armstrong Siddeley Panther II. Начиная с выпущенного в 1934 года F.314, устанавливались аналогичные моторы, производившиеся по лицензии в минных мастерских флота (Marinens Minevesen), также располагавшихся в Хортене. По результатам испытаний норвежские силовые установки оказались более качественными, чем импортируемые. Их производство в Норвегии завершилось в 1938 году, когда вновь стало выгоднее ввозить моторы, оставшиеся от устаревшей (по мнению британцев) авиатехники. Всего было построено 29 самолётов.

## Применение

### Норвегия
M.F.11 поступил на вооружение ВВС флота в 1932 году и использовался преимущественно для патрулирования побережья. С началом Второй мировой войны к его задачам прибавились поиск мин и пропавших кораблей, а также разведка. На момент немецкого вторжения некоторые самолёты налетали около 900 часов. Незадолго до войны было приняла решение о замене самолётов этого типа на Northrop N-3PB; 8 марта 1940 года из США было заказано 24 машины, прибыть до начала боевых действий они не успели.
Во время вторжения самолёт активно использовался в качестве разведывательного и связного. В тех немногих случаях, когда ему приходилось вступать в прямой контакт с противником, низкая скорость делала M.F.11 крайне уязвимым. Исключение составил успешный вылет в Согне-фьорд, когда двум гидропланам удалось разбомбить захваченные немцами тральщики «Тюр» и «Уллер».

#### Действия в округе Трёнделаг
После начала войны M.F.11 продолжали нести службу у побережья Норвегии и стали одним из первых подразделений, вступивших в бой с силами вторжения. 8 апреля 1940 года, за день до начала боевых действий, самолёт F.342, приписанный к военно-морскому округе Трёнделаг, прибыл в Корнстадфьорд (около Люнгстада в Эйде), где приземлился немецкий Arado Ar 196. Его экипаж, пытавшийся купить горючее у местных жителей, был задержан ими и переданы полиции. Экипаж M.F.11 доставил немцев и их самолёт в Кристиансунн для интернирования. Как выяснилось позже, это был разведчик с немецкого крейсера Адмирал Хиппер.
Через несколько дней два упомянутых самолёта, норвежский и немецкий, и две амфибии Supermarine Walrus из состава британских ВВС флота участвовали в боевых действиях в составе "авиагруппы Ромдалсфьорд" (норв. Romsdalsfjordgruppa). Первый из британских самолётов (P5649, 700-я эскадрилья) из-за высоких волн не сумевший вернуться на борт линкора Rodney, также был 8 апреля интернирован в Кристиансунне (но позже освобождён). Второй 13 апреля привёз в Молде известия о скором прибытии кораблей оперативной группы. Все эти гидропланы были размещены близ деревни Эйдсёра, а их экипажи в местной школе. Охрану обеспечивала стрелковая ассоциация, выставившая 25 человек; бытовым обслуживанием и обеспечением продовольствием были заняты местные женщины.
Дальнейшие действия группы в основном ограничивались разведкой побережья; на большее не хватало ни боеприпасов (имелось 2000 пулемётных патронов), ни топлива. Одним из успехов стало обнаружение 12 апреля двух немецких судов, которые были захвачены соединением норвежских кораблей, включавшим эсминец «Слейпнер». Боевые столкновения с противником ограничились перестрелкой M.F.11 с немецким Heinkel He 115 у Вигры 14 апреля, закончившейся выходом "Хейнкеля" из боя; скорость M.F.11 была недостаточной для продолжения погони.
17 апреля командующий флотом принял решение об эвакуации самолётов в Великобританию, запасов топлива оставалось примерно на 5-6 часов полёта. Предполагалось, что, пополнив запасы горючего и боеприпасов, лётчики вернутся. Вылетевший первым 18 апреля в 03:30 Arado Ar 196, к 06:30 успешно добрался на Шетландские острова. Наличие у авиагруппы лишь двух комплектов карт, означало для остальной группы необходимость вылетать всем вместе. При подходе к Оркнейским островам, отставший M.F.11 был перехвачен тремя истребителями Gloster Gladiator из Скапа-Флоу, которые атаковали его, ошибочно полагая, что тот преследует амфибии. Хотя в него попало 40-50 пуль, никто из экипажа не был задет и самолёт удалось посадить на воду. После этого инцидента британскому командованию был передан отчёт о ситуации близ Ромсдала. Заинтересовавший британцев Arado перегнали в Хеленсборо для более тщательного изучения, но при посадке он затонул (пилот выжил). Несмотря на то, что норвежцы хотели вернуться, чтобы продолжить бой, ни один из них не вернулся вовремя, прежде чем бой закончился.. До окончания боевых действий норвежским пилотам не удалось вернуться для участия в сражениях.

### Финляндия
В июне 1940 года, когда стал ясен финал кампании, многие самолёты (в частности, большинство норвежских He 115) перелетели в Великобританию, чтобы не допустить их попадания в руки противника. Для трёх M.F.11 (F.310, F.336 и F.346) и одного He 115 (F.50) это было невозможно, и единственным вариантом оказался полёт в Финляндию.
8 июня самолёты M.F.11 приземлились на озере Сальмиярви в Петсамо, после чего были интернированы. Сначала они содержались в Финской политехнической школе и ремонтировались на Государственном авиационном заводе (VL), а затем в августе 1941 года были переданы в состав 15-й эскадрильи. Самолётам были присвоены бортовые номера от NK-171 — 173, (по финской аббревиатуре «норвежская машина» ("norjalainen kone"). На всех них были установлены бомбодержатели для 200-килограммовых глубинных бомб. На НК-172 также поставили новые двигатель и воздушный винт.
Осенью 1941 года эти машины использовались во время войны-продолжения и выполнили порядка 20 вылетов в районе Ладожского озера; а ближе к зиме их поставили на зимнее хранение. Также их применяли для снабжения частей дальней разведки, проводивших операции в тылу советских войск.
Летом следующего 1942 года три самолёта в составе 6-й эскадрильи производили вылеты из Мариехамна, (Аландские острова), участвуя в противолодочных миссиях на Балтийском море. Ими были атакованы две советские подводные лодки, но безрезультатно.
Аналогичные миссии выполнялись летом 1943 и 1944 годов, но, вероятно, из-за выставленных на Финском заливе противолодочных сетей, подводные лодки не удалось заметить. В июне 1944 года два M.F.11 вылетели в Ваасу для наблюдения за движением в Меренкурку.
Поиск подводных лодок был прекращён закончились 21 августа 1944 года. После Московского перемирия (4 сентября того же года), M.F.11 были отправлены в "отряд Яури" на крайний север Финляндии для участия в Лапландской войне, и в октябре произвели примерно 60 вылетов. В ноябре 1944 года M.F.11 были сданы на хранение.
После войны два финских M.F.11 предлагались Норвегии на продажу в 1948 и 1950 годах, но из-за отсутствия интереса со стороны покупателя они были списаны на слом.

### Германия
В ходе норвежской кампании и после нее немецким войскам удалось захватить около 16 самолётов M.F.11, которые во время оккупации применялись в качестве связных до февраля 1942 года, когда они были поставлены на ремонт. Регион их применения простирался от Финнмарка до северо-востока Германии (Варнемюнде).

## Тактико-технические характеристики (Høver M.F.11 ВВС Финляндии)
Источник данных: Warplanes of the Second World War Vol. 6 : Floatplanes

Технические характеристики
- Экипаж: 3
- Длина: 11,72 м
- Размах крыла: 15,4 м
- Высота: 4,45 м
- Площадь крыла: 53,5 м²
- Масса пустого: 1 850 кг
- Максимальная взлётная масса: 2 850 кг
- Силовая установка: 1 × воздушного охлаждения, радиальный 14-цилиндровый Armstrong Siddeley Panther IIA
- Мощность двигателей: 1 × 575 л. с.
- Воздушный винт: деревянный, фиксированного шага

Лётные характеристики
- Максимальная скорость: 235 км/ч (на 850 м)
- 214 км/ч на уровне моря
- Крейсерская скорость: 170 км/ч
- Практическая дальность: 800 км
- Практический потолок: 5 000 м
- Скороподъёмность: 3,87 м/с (до 1000 м)
- 1000 м за 3 мин 5 сек
- 2000 м за 7 мин 7 сек
- 3000 м за 14 мин

Вооружение
- Стрелково-пушечное: 1-2 x 7,7-мм (либо 7,92-мм) пулемёта Браунинг M1919 в центральной части верхнего крыла и 1 такой же пулемёт у стрелка
- Бомбы: под фюзеляжем 4 x 50-кг; или 1 х 100-кг обычная либо глубинная бомба; или 1 x 200-кг (последнее — в ВВС Финляндии)

## Эксплуатанты
Норвегия:
- Воздушные Силы флота Норвегии: 29 самолётов [1] (заводские номера 114, 124-130, 132-134, 136-138, 140-142, 147-149, 151-155, 162-165 и бортовые регистрационные номера — чётные, от F.300 до F.354, соответственно)

 Финляндия
- ВВС Финляндии: 3 интернированных в июне 1940 года норвежских самолёта, в финских ВВС NK-171 — NK-173[2]

 Нацистская Германия
- Люфтваффе: До 16 трофейных бывших норвежских машин[3]